# Nadja Sofi
Nadja Sofi (* 1988 in Stockholm) ist eine eritreisch-schwedisch-US-amerikanische Schauspielerin.

## Leben
Sofi wurde 1988 in Stockholm geboren. Sie ist eritreischer Abstammung und besitzt auch die eritreische Staatsbürgerschaft. Sie wuchs mit Schwedisch und Englisch als Muttersprachen bilingual auf. Von 2010 bis 2013 absolvierte sie ein Schauspielstudium am Theatre of Arts der Northridge University. Anschließend vertiefte sie bis 2017 ihre Schauspielkenntnisse am Graham Shiels Acting Studio in Los Angeles.
Ab Anfang der 2010er Jahre erhielt Sofi erste kleinere Rollen in Fernsehserien oder Filmproduktionen. Eine erste größere Rolle stellte sie 2017 als Romie in insgesamt vier Episoden der Fernsehserie BSU: Black Student Union dar. Es folgten Episodenrollen in den Fernsehserien Supernatural und Colony sowie eine größere Rolle im Film Hope Ranch. 2022 stellte sie in zwei Episoden der schwedischen Fernsehserie Hamilton – Undercover in Stockholm die Rolle der US-Kapitänin Veronica Stansfield dar. Im selben Jahr verkörperte sie im Science-Fiction-Film Battle for Pandora die Rolle der Sophie Valdez.

## Filmografie (Auswahl)
- 2013: Tattoo Nightmares (Fernsehserie, Episode 2x08)
- 2015: Maul Dogs
- 2015: Sharkskin
- 2016: Ulterior Motives: Reality TV Massacre
- 2016: Tindate (Kurzfilm)
- 2016: My Crazy Ex (Fernsehserie, Episode 4x01)
- 2016: Euro Kings
- 2016: Baked Goodes (Fernsehserie, Episode 1x08)
- 2017: Sexless (Fernsehserie, Episode 3x06)
- 2017: Take 3 (Kurzfilm)
- 2017: BSU: Black Student Union (Fernsehserie, 4 Episoden)
- 2017: Stolen Breath: The Truth Revealed
- 2017: Opus of an Angel
- 2017: Supernatural (Fernsehserie, Episode 13x08)
- 2018: Colony (Fernsehserie, Episode 3x07)
- 2018: King of the Blue Ridge (Kurzfilm)
- 2020: Hope Ranch (Riding Faith)
- 2020: Los Angeles
- 2020: The American King
- 2022: Hamilton – Undercover in Stockholm (Hamilton, Fernsehserie, 2 Episoden)
- 2022: Battle for Pandora
- 2023: Navy CIS: Hawaiʻi (Fernsehserie, Episode 2x16)